# Maori nyelvtörvény
A maori nyelvtörvény (maoriul Ture Reo Māori) egy, az új-zélandi parlament által kiadott 1987-es törvény. Ez a törvény adott hivatalos státuszt a maori nyelvnek, és jogot a nyelv beszélőinek, így pl. bíróságokon is használhatják az anyanyelvüket. A törvénnyel egyidőben felállították a Maori Nyelvtanácsot is (maoriul eredetileg Te Komihana Mo Te Reo Māori volt a neve, később átnevezték Te Taura Whiri I Te Reo Māori-ra), hogy a maori nyelv felett őrködjön.
A törvény több évnyi erőfeszítés eredménye volt. A Waitangi Szerződésről való gondolkodás, a Waitangi Tribunal (Waitangi Tanács) felállítása mind része volt a Maori mozgalomnak, ami végül a maori nyelvtörvény megalkotásáig vezetett. A törvény megalkotása során számos más nyelvtörvényre hivatkoztak, így az 1978-as ír Bord Na Gaeilge-törvényre vagy az 1967-es walesi nyelvtörvényre.

## Külső hivatkozások
- A nyelvtörvény a Maori Nyelvtanács honlapján: https://archive.today/20120526055421/http://www.tereo.govt.nz/act87/index.shtml